# 世界體育報
《世界體育報》（西班牙語：Mundo Deportivo），是西班牙的全國體育報章，總部設於巴塞罗那。该报主要关注巴塞罗那足球俱乐部的新闻，但也涉及其它体育项目。

## 历史
《世界体育报》创刊于1906年2月1日，原名，1999年更为现名。它是唯一一份创立于20世纪早期并幸存下来的西班牙体育报纸。
2011年3月25日，世界体育报的网站全面翻新，域名从.es变为.com，范围扩大到全球。

## 数据
| 世界体育报读者数量变化图                                   |
|                                                            |
| 来源：传播媒体一般研究所（Estudio General de Medios，EGM） |